# Vinci (Serbia)
Vinci (cyr. Винци) – wieś w Serbii, w okręgu braniczewskim, w gminie Golubac. W 2011 roku liczyła 381
mieszkańców.